# Mitsubishi Fuso Aero King
Mitsubishi Fuso Aero King — серія надміцних двоповерхових туристичних автобусів, побудованих Mitsubishi Fuso Truck and Bus Corporation.
Aero King вперше надійшов у продаж в 1984 році, після того, як представлений в 1983 році на Tokyo Motor Show.
Двигуни в Fuso Aero Bus були 8DC9 (турбований V8, 380 к.с. або 280 кВт, що використовується в 1984—1995 для MU515TA/MU525TA), 8M21 (NA V8, 420 к.с. або 310 кВт/430 к.с. або 320 кВт, що використовується в 1995—2005 для MU612) і 6M70 (з турбінним двигуном Р6, 420 к.с., використовуваний в 2008—2010 рр для MU66JS).

## Моделі
- P-MU515TA/525TA (1984)
- U-MU525TA (1990)
- KC-MU612TA (1995)
- MU612TX (2000)
- BKG-MU66JS (2008)